# آلن گالد
آلن گالد یک روان‌شناس و فراروان‌شناس انگلیسی است که برای تحقیقاتش درباره تاریخ هیپنوتیزم شناخته می‌شود.
گالد دارای مدرک دکتری در روان‌شناسی از کالج امانوئل دانشگاه کمبریج است. او از سال ۱۹۸۹ تا ۱۹۹۲ رئیس جامعه تحقیقات روان بود.

## انتشارات
- کتاب بنیان‌گذاران تحقیقات روان (۱۹۶۸) تحقیقات اولیه درباره پدیده‌های فراعادی را مستند می‌کند.[۲]
- کتاب دیگر او تاریخ هیپنوتیسم (۱۹۹۲) تاریخ این پدیده را مستند می‌کند.